# ویکتوریا تورنلی
ویکتوریا تورنلی (انگلیسی: Victoria Thornley؛ زادهٔ ۳۰ نوامبر ۱۹۸۷) قایقران روئینگ اهل بریتانیا است.
وی در مسابقات کشوری و بین‌المللی در مجموع برندهٔ ۱ مدال طلا، ۲ مدال نقره، ۲ مدال برنز شده‌است.